# Piz Tomül
Der Piz Tomül (auch: Wissensteinhorn) ist ein 2945 m ü. M. hoher Berg der Lepontinischen Alpen im Kanton Graubünden in der Schweiz.
Er steht östlich von Vals und teilt sich den Namen mit einer ganzen Reihe von weiteren Gelände-Elementen: In der Südflanke des Berges liegt der Tomülboda, der aber kein flacher Boden ist, sondern nur ein weniger steiler Hang. Weiter südlich des Piz Tomül liegt im Tal die Alp Tomül, wo im weiter südlichen Talabschluss die Hochalp Chli Tomül liegt. Die Alp Tomül dient den Bauern aus Flims als Sommerweide.

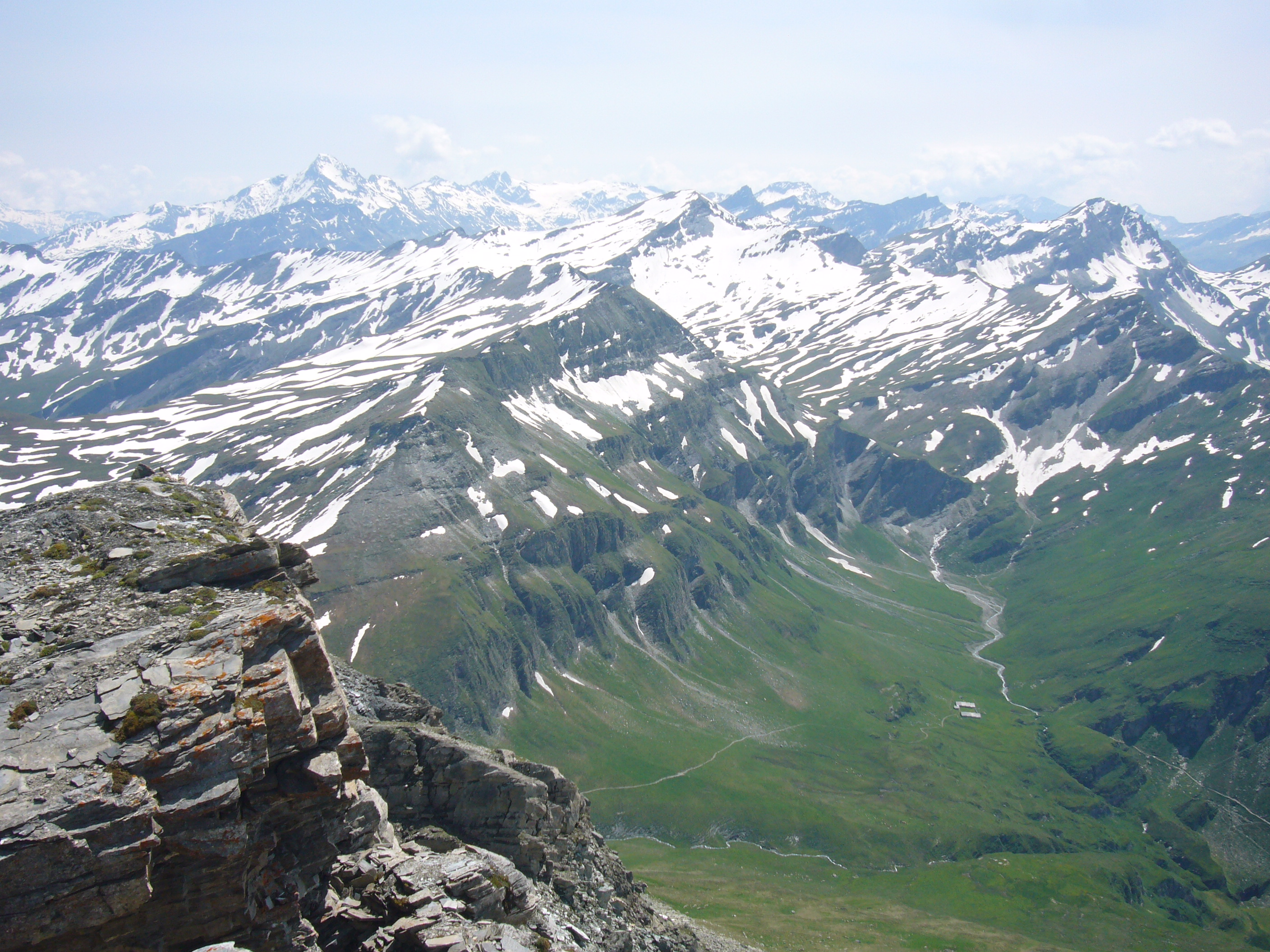
Südlich des Piz Tomül sieht man die Alp Tomül sowie eine Höhenstufe höher gelegen Chli Tomül, links davon der Tomülgrat, rechts markant das Fanellhorn. Der höchste Punkt am Horizont ist das Tambohorn.

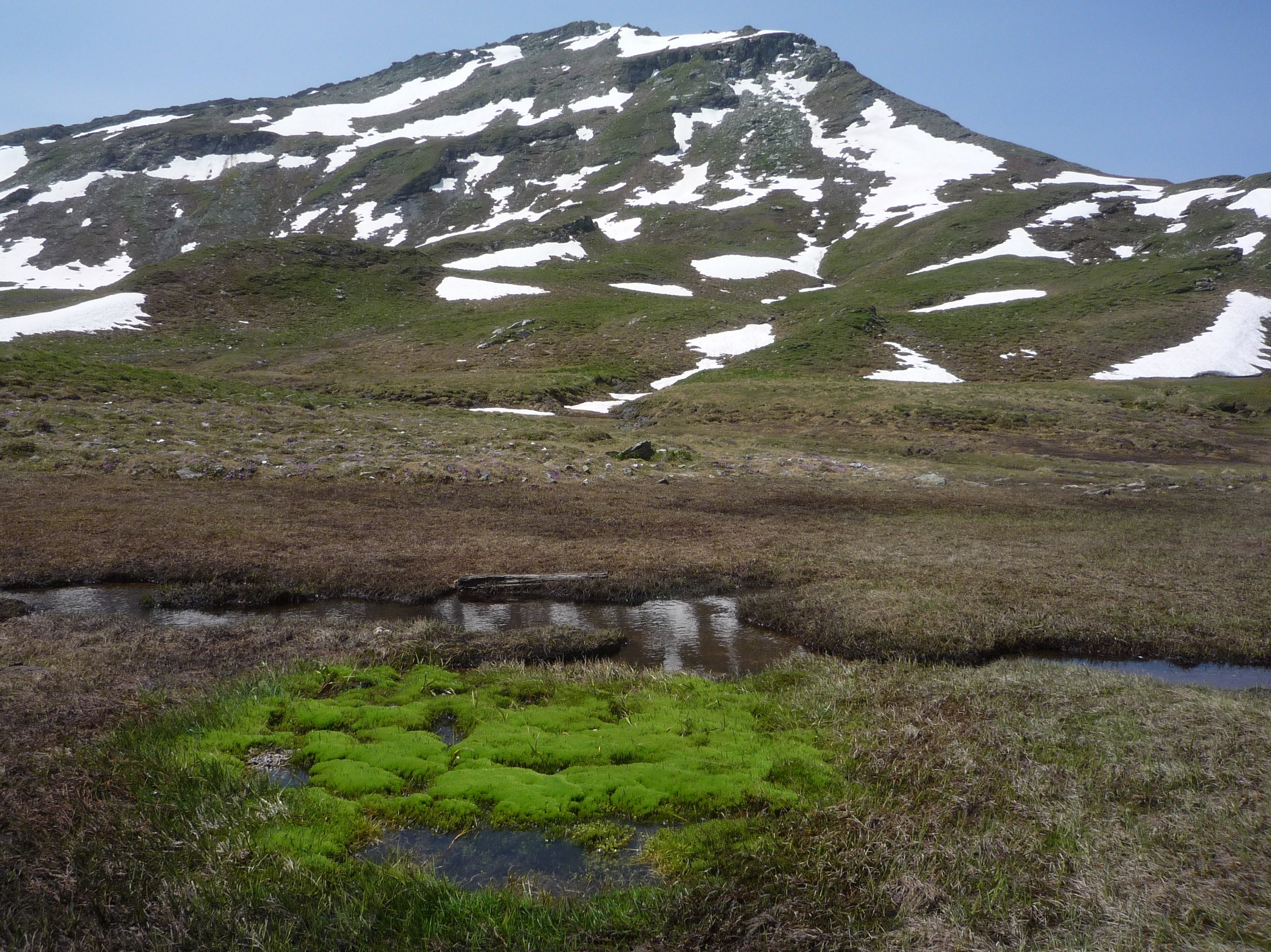
Der Tomülgrat auf der anderen Seite des Passes, also südlich des Piz Tomül

In südsüdöstlicher Richtung liegt der gleichnamige Pass. Ganz ungewöhnlich ist hier die Tatsache, dass die Erhebung auf der gegenüberliegenden Seite des Passes ebenfalls den Namen Tomül trägt, nämlich als Tomülgrat mit dem höchsten Punkt auf 2747 Metern. Nördlich hingegen reichte es nach dem Gebrauch all dieser Namen nicht mehr zu einem weiteren Namen; auf dem Weg zum Tällihorn heisst der erste tiefere Übergang Rinderpirglückli. Dennoch existiert ein Tomüllückli, das jedoch keinen Übergang, sondern eine etwas weniger zerklüftete Stelle im Westgrat darstellt. Dieser Westgrat trennt die beiden ehemaligen Gemeindegebiete von Vals und St. Martin, letztere war bis zur Fusion per 1. Januar 2015 mit Vals eine Gemeinde mit 31 Einwohnern. Sie war als letzte Gemeinde der Schweiz elektrifiziert worden. Der östliche Teil des Piz Tomül liegt auf Gebiet der ehemaligen Gemeinde Safien, heute Safiental. Die Gebiete dieser Gemeinden reichen bis zum Gipfel.
Der Aufstieg ist im Sommer vom Tomülpass aus als Bergwanderung im Schwierigkeitsgrad T4 über den südöstlichen Grat möglich. Es ist kein Weg markiert. Der Berg wird auch im Winter begangen.